# گولینگ آندر ارلوف
گولینگ آندر ارلوف (به آلمانی: Golling an der Erlauf) یک منطقهٔ مسکونی در اتریش است که در ناحیه ملک واقع شده‌است. گولینگ آندر ارلوف ۱٬۶۹۹ نفر جمعیت دارد.